# Saint-Gervais-en-Vallière
Pour les articles homonymes, voir Saint-Gervais.
Saint-Gervais-en-Vallière est une commune française située dans le département de Saône-et-Loire, en région Bourgogne-Franche-Comté.

## Géographie

### Climat
Pour des articles plus généraux, voir Climat de la Bourgogne-Franche-Comté et Climat de Saône-et-Loire.
En 2010, le climat de la commune est de type climat océanique dégradé des plaines du Centre et du Nord, selon une étude du Centre national de la recherche scientifique s'appuyant sur une série de données couvrant la période 1971-2000. En 2020, Météo-France publie une typologie des climats de la France métropolitaine dans laquelle la commune est dans une zone de transition entre le climat océanique altéré et le climat océanique altéré et est dans la région climatique Bourgogne, vallée de la Saône, caractérisée par un bon ensoleillement (1 900 h/an), un été chaud (18,5 °C), un air sec au printemps et en été et des vents faibles.
Pour la période 1971-2000, la température annuelle moyenne est de 11 °C, avec une amplitude thermique annuelle de 17,6 °C. Le cumul annuel moyen de précipitations est de 788 mm, avec 11 jours de précipitations en janvier et 7,4 jours en juillet. Pour la période 1991-2020, la température moyenne annuelle observée sur la station météorologique de Météo-France la plus proche, « Bragny sur Saône », sur la commune de Bragny-sur-Saône à 7 km à vol d'oiseau, est de 12,3 °C et le cumul annuel moyen de précipitations est de 845,9 mm. 
La température maximale relevée sur cette station est de 40,3 °C, atteinte le 24 juillet 2019 ; la température minimale est de −12,9 °C, atteinte le 5 février 2012,,.
Les paramètres climatiques de la commune ont été estimés pour le milieu du siècle (2041-2070) selon différents scénarios d'émission de gaz à effet de serre à partir des nouvelles projections climatiques de référence DRIAS-2020. Ils sont consultables sur un site dédié publié par Météo-France en novembre 2022.

## Urbanisme

### Typologie
Au 1er janvier 2024, Saint-Gervais-en-Vallière est catégorisée commune rurale à habitat dispersé, selon la nouvelle grille communale de densité à sept niveaux définie par l'Insee en 2022.
Elle est située hors unité urbaine. Par ailleurs la commune fait partie de l'aire d'attraction de Beaune, dont elle est une commune de la couronne,. Cette aire, qui regroupe 64 communes, est catégorisée dans les aires de 50 000 à moins de 200 000 habitants,.

### Occupation des sols
L'occupation des sols de la commune, telle qu'elle ressort de la base de données européenne d’occupation biophysique des sols Corine Land Cover (CLC), est marquée par l'importance des territoires agricoles (77,2 % en 2018), une proportion identique à celle de 1990 (77,2 %). La répartition détaillée en 2018 est la suivante : terres arables (56,1 %), forêts (20,4 %), zones agricoles hétérogènes (13,8 %), prairies (7,3 %), zones urbanisées (2,4 %). L'évolution de l’occupation des sols de la commune et de ses infrastructures peut être observée sur les différentes représentations cartographiques du territoire : la carte de Cassini (XVIIIe siècle), la carte d'état-major (1820-1866) et les cartes ou photos aériennes de l'IGN pour la période actuelle (1950 à aujourd'hui).

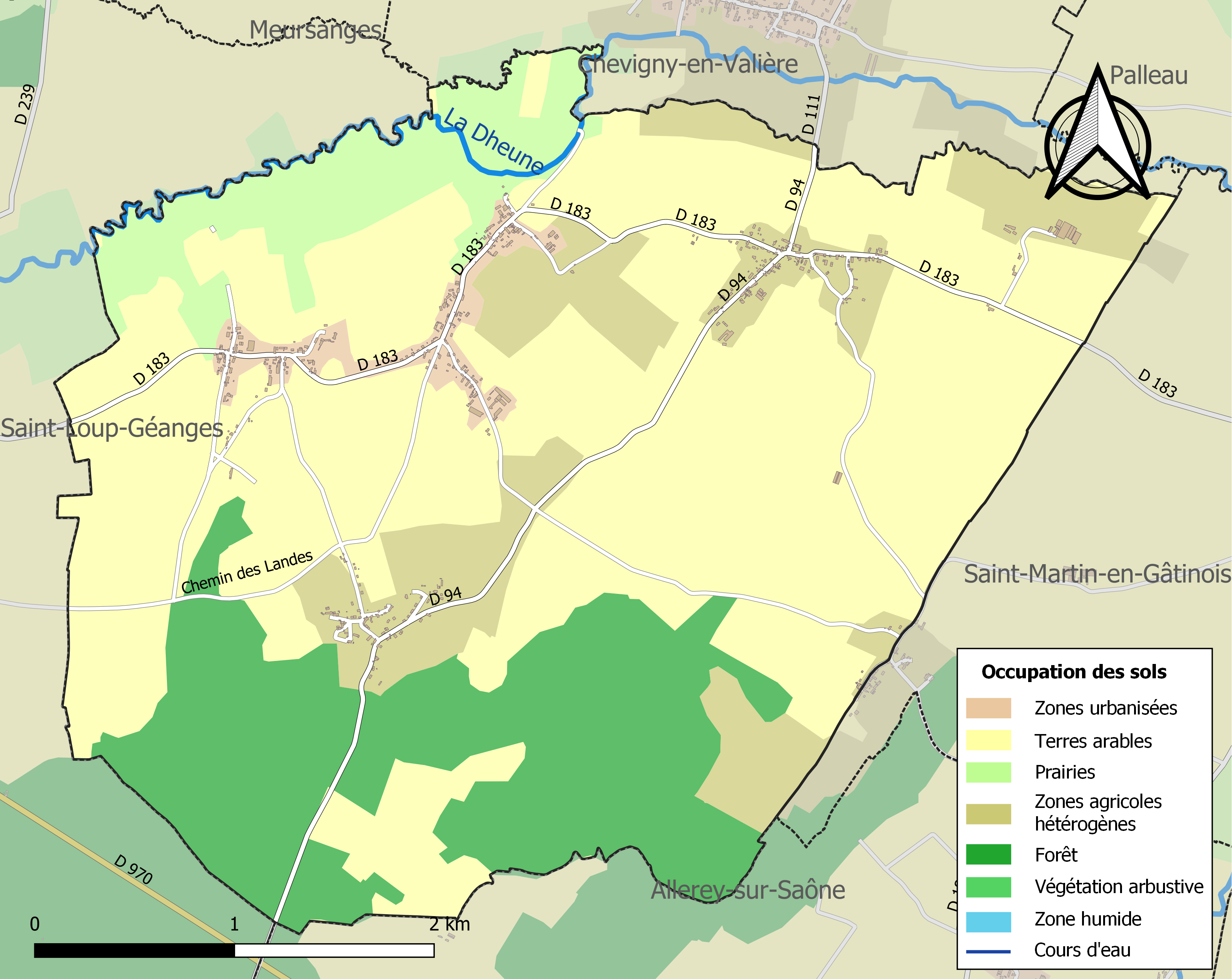
Carte des infrastructures et de l'occupation des sols de la commune en 2018 (CLC).

## Politique et administration
| Période                                  | Période | Identité          | Étiquette | Qualité |
| ---------------------------------------- | ------- | ----------------- | --------- | ------- |
| mars 1959                                |         |                   |           |         |
| mars 1965                                |         |                   |           |         |
| mars 1971                                |         |                   |           |         |
| mars 1977                                |         |                   |           |         |
| mars 1983                                |         |                   |           |         |
| mars 1989                                |         |                   |           |         |
| mars 1995                                |         |                   |           |         |
| mars 2001                                |         | Alain Melin       |           |         |
| mars 2008                                |         | Michel Raymond    |           |         |
| mars 2014                                |         | Michel Raymond    |           |         |
| mars 2014                                |         | Michel Raymond    |           |         |
| février 2019                             |         | Christian Truchot |           |         |
| mars 2020                                |         | Patrice Santerre  |           |         |
| Les données manquantes sont à compléter. |         |                   |           |         |

## Population et société

### Démographie
L'évolution du nombre d'habitants est connue à travers les recensements de la population effectués dans la commune depuis 1793. Pour les communes de moins de 10 000 habitants, une enquête de recensement portant sur toute la population est réalisée tous les cinq ans, les populations de référence des années intermédiaires étant quant à elles estimées par interpolation ou extrapolation. Pour la commune, le premier recensement exhaustif entrant dans le cadre du nouveau dispositif a été réalisé en 2005.

En 2022, la commune comptait 440 habitants, en évolution de −0,45 % par rapport à 2016 (Saône-et-Loire : −1,06 %, France hors Mayotte : +2,11 %).
| 1793 | 1800 | 1806 | 1821 | 1831 | 1836 | 1841 | 1846 | 1851 |
| ---- | ---- | ---- | ---- | ---- | ---- | ---- | ---- | ---- |
| 543  | 586  | 609  | 705  | 760  | 705  | 742  | 714  | 729  |

| 1856 | 1861 | 1866 | 1872 | 1876 | 1881 | 1886 | 1891 | 1896 |
| ---- | ---- | ---- | ---- | ---- | ---- | ---- | ---- | ---- |
| 710  | 712  | 717  | 683  | 678  | 655  | 613  | 603  | 589  |

| 1901 | 1906 | 1911 | 1921 | 1926 | 1931 | 1936 | 1946 | 1954 |
| ---- | ---- | ---- | ---- | ---- | ---- | ---- | ---- | ---- |
| 545  | 554  | 516  | 462  | 466  | 439  | 408  | 368  | 326  |

| 1962 | 1968 | 1975 | 1982 | 1990 | 1999 | 2005 | 2006 | 2010 |
| ---- | ---- | ---- | ---- | ---- | ---- | ---- | ---- | ---- |
| 307  | 292  | 242  | 258  | 269  | 305  | 346  | 356  | 420  |

| 2015 | 2020 | 2022 | - | - | - | - | - | - |
| ---- | ---- | ---- | - | - | - | - | - | - |
| 438  | 431  | 440  | - | - | - | - | - | - |

### Cultes
Saint-Gervais-en-Vallière appartient à la paroisse Saint-Jean-Baptiste-des-Trois-Rivières, qui relève du diocèse d'Autun et a son siège à Verdun-sur-le-Doubs.

## Culture locale et patrimoine

### Lieux et monuments
- l'église Saint-Gervais de Saint-Gervais-en-Vallière, datant du XIVe, dotée d'un chœur à trois pans du XVIIIe siècle et dont la nef a été remaniée au XVIIe (comme l'atteste la date de 1696 sculptée au-dessus du portail)[17] ;
- la fontaine miraculeuse de Saint-Gervais[18] ;
- la croix de cimetière datée de 1848[18].

### Personnalités liées à la commune
- saint Gervais (IVe siècle), diacre de l'Église du Mans, martyr, tué par des brigands sur le territoire de l'actuelle commune de Saint-Gervais-en-Vallière (fêté le 6 juillet[19].

## Pour approfondir